# Roy Romain
Roy Romain (anglès: Royston Isaac Romain)  (Ashford, 27 de juliol de 1918 - Ashford, 19 de desembre de 2010) fou un nedador anglès que va competir durant les dècades de 1940 i 1950.
El 1948 va prendre part en els Jocs Olímpics d'Estiu de Londres, on quedà eliminat en semifinals en la prova dels 200 metres braça del programa de natació.
En el seu palmarès destaquen una medalla d'or en la prova dels 200 metres braça del Campionat d'Europa de 1947. i una medalla d'or i una de plata als Jocs de l'Imperi Britànic de 1950. Als campionats nacionals britànics de l'ASA guanyà els títols de les 220 iardes braça de 1947, 1948 i 1949.
Començà a nedar amb nou o deu anys i ho continuà fent fins als 90, guanyant competicions de natació de categoria màster amb 70 i 80 anys.